# La casa sul mare celeste
La casa sul mare celeste (The House in the Cerulean Sea) è un romanzo dello scrittore TJ Klune pubblicato nell'anno 2020. 

## Trama
La storia è ambientata in un mondo in cui coesistono creature magiche ed esseri umani comuni. Il governo si occupa di monitorare qualunque essere magico, ma soprattutto i bambini, che vengono reclusi in orfanotrofi con il pretesto di tutelare la sicurezza loro e degli altri abitanti. Nonostante l'apparente volontà del governo di integrare le due specie, gli esseri magici sono chiaramente discriminati e guardati con sospetto dalla popolazione.
Linus Baker è un uomo di mezza età mite e introverso, che conduce una vita solitaria: vive con la sola compagnia della sua gatta in una città non specificata. Lavora come assistente sociale al Dipartimento di Magia Minorile, occupandosi di verificare la sicurezza degli orfanotrofi magici. Per la scrupolosità del suo lavoro, Linus viene incaricato dalla Suprema Dirigenza (la più alta forma di autorità nel DIMAM) di controllare un particolare orfanotrofio, che si trova su un'isola a poca distanza dalla terraferma ed è gestito dall'enigmatico Arthur Parnassus insieme a Zoe, lo spirito dell'isola. Nonostante le reticenze, Linus è costretto ad andare sul posto.
Dopo l'iniziale timore per la situazione, Linus impara a conoscere i sei bambini ospiti dell'orfanotrofio: Talia, un peculiare gnomo femmina; Theodore, un raro esemplare di viverna; Phee, una potente spirito della foresta di dieci anni; Sal, un quattordicenne mutaforma; Chauncey, una creatura ignota dall'aspetto di un blob verde; e Lucifero detto Lucy, l'Anticristo. Linus apprende il passato dei bambini, che sono stati vittima di pregiudizi e abusi e hanno trovato la loro prima vera casa nell'orfanotrofio, sotto la custodia di Arthur. Quest'ultimo ha subito in prima persona discriminazioni in gioventù, dal momento che è un esemplare probabilmente unico di fenice. Baker finisce per affezionarsi ai residenti dell'isola, spingendoli a muovere i primi passi nell'integrarsi nel villaggio sulla costa vicina, nonostante gli inevitabili pregiudizi e l'ostilità di parte della popolazione. 
Trascorso il mese previsto di permanenza sull'isola, Linus è costretto a tornare a casa con estrema riluttanza, sebbene Arthur, Zoe e i bambini lo preghino di rimanere. Linus ha acquisito una nuova prospettiva della discriminazione subita dagli esseri magici e si prefigge l'obiettivo di contribuire a cambiare le cose. Una volta assicuratosi che l'orfanotrofio rimarrà aperto, Linus si dimette dal suo impiego e torna sull'isola per viverci, iniziando una relazione sentimentale con Arthur dopo che i due si sono dichiarati i reciproci sentimenti.
Un anno dopo, il villaggio adiacente all'isola diventa una meta turistica aperta sia agli esseri umani che alle creature magiche, i membri della Suprema Dirigenza si dimettono in seguito a un'indagine esterna che dichiara discriminatorie le scuole da loro gestite partita da una denuncia anonima di Linus e l'orfanotrofio di Parnassus accoglie altri bambini magici.

## Ispirazione
La storia è stata parzialmente ispirata a fatti realmente accaduti negli anni Sessanta, quando il governo canadese tolse alcuni bambini indigeni dalle loro case per collocarli in famiglie bianche borghesi a loro sconosciute. Notando delle somiglianze tra tali episodi ed eventi che si svolgono attualmente negli Stati Uniti meridionali, Klune sentì il bisogno di scrivere una storia che celebrasse la diversità tra bambini e che mostrasse gli effetti positivi di un ambiente sicuro e solidale in cui i bambini possono essere se stessi.

## Accoglienza
Il romanzo fantasy è diventato un best seller del New York Times ed è stato nominato dal Washington Post come "una delle migliori letture per il benessere del 2020". Publisher Weekly l'ha definito "una fantasia orwelliana stimolante" e Kirkus ha elogiato l'autore per la sua capacità di creare personaggi duraturi. È stato nominato uno dei migliori libri di fantascienza e fantasy di Amazon del 2020.